# جوزيف كيش
جوزيف كيش (بالإنجليزية: Joseph Kish)‏ هو مصمم إنتاجي أمريكي، ولد في 14 يونيو 1899 في سومبور في صربيا، وتوفي في 14 مارس 1969 في هوليوود في الولايات المتحدة.

## وصلات خارجية
- جوزيف كيش على موقع IMDb (الإنجليزية)
- جوزيف كيش على موقع أول موفي (الإنجليزية)
- جوزيف كيش على موقع قاعدة بيانات الفيلم (الإنجليزية)